# EHF European Cup 2021-2022 (maschile)
L'EHF European Cup 2021-2022 è stata la 25ª edizione della EHF European Cup, la terza coppa per club più importante d'Europa ed è organizzata dall'European Handball Federation (EHF).

## Squadre partecipanti
| Round 3                   | Round 3            | Round 3                  | Round 3                        | Round 3                   |
| ------------------------- | ------------------ | ------------------------ | ------------------------------ | ------------------------- |
| PAOK                      | AHC Potaissa Turda | Victor                   | Talent t. Plzenskeho kraje     | IFK Skövde                |
| Round 2                   |                    |                          |                                |                           |
| Nærbø IL                  | RK Izviđač         | RK Jeruzalem Ormož       | Sabbianco Anorthosis Famagusta | Donbass                   |
| Haukar                    | Handball Esch      | MSK Považská Bystrica    | BK-46 Handball                 | Hapoel SP Ashdod HC       |
| SKA Minsk                 | Fivers             | VHC Šviesa Vilnius       | Beşiktaş Aygaz                 | Põlva Serviti             |
| ZRHK Tenax Dobele         | RK Partizan        | HK Besa Famgas           | Herpertz Bevo HC               | HC Suhr Aarau             |
| Pallamano Conversano 1973 | HC Osam Lovech     | H71                      | Diomidis Argous                | Focşani Municipal SC 2007 |
| SKIF Krasnodar            | HBC Karvina        | Drammen HK               | RK Borac m:tel                 | Parnossos Strovolou       |
| Odesa                     | FH Hafnarfjörður   | HC Berchem               | AS Ramhat Hashron SGS          | HC Masheka                |
| Förthof UHK Krems         | Dragūnas Klaipėda  | Izmir BSB SK             | HC Tallinn                     |                           |
| Round 1                   |                    |                          |                                |                           |
| RK Metaloplastika Šabac   | KH Pristhina       | JD Techniek Hurry-up     | Raimond Sassari                | Lokomotiv G. Oryahovitsa  |
| Bianco Monte Drama 86     | Dukla Praha        | MKK Sloga Doboj          | Apoel HC                       | Motor-Polytekhnika        |
| Selfoss                   | HB Käerjeng        | Holon Yuvalim HC         | INSIGNIS HB Westwien           | Granitas-Karys            |
| Beykoz BLD SK             | Viljandi HC        | RK Železničar 1949       | KH Trepça                      | HC Robe Zubři             |
| HB Dudelange              | KH Vëllaznimi HC   | A.E.S.H Pylea            | CS Minaur Baia Mare            | SGAU-Saratov              |
| KH ISMM Kopřivnice        | Alingsås HK        | Bækkelage Handball Elite | RK Sloboda                     | Sparkasse Schwaz HB Tirol |

## Round 1
Il torneo si svolge ad eliminazione diretta. Si parte dal Round 1, dove partecipano 30 squadre.
Le squadre sorteggiate per prime disputano gli incontri di andata in casa. Alcune squadre accettano di giocare sia l'andata che il ritorno nella stessa sede.
L'andata si giocherà tra il 11 e il 12 di settembre, mentre il ritorno tra il 18 e il 19 di settembre.
| Squadra 1          | Totale | Squadra 2                       | Andata | Ritorno |
| ------------------ | ------ | ------------------------------- | ------ | ------- |
| Alingsås           | 63-53  | Metaloplastika Šabac            | 29–23  | 34-30   |
| Pristhina          | 0–20   | Sparkasse Schwaz Handball Tirol | 0–10   | 0–10    |
| Dudelange          | 45-52  | Raimond Sassari                 | 24–23  | 21–29   |
| Apoel              | 38-69  | Robe Zubři                      | 27–29  | 11–40   |
| Kopřivnice         | 53-59  | Selfoss                         | 25–31  | 28-28   |
| Sloboda            | 46-47  | Bianco Monte Drama 1986         | 29–23  | 17-24   |
| Insignis Westwien  | 46-60  | SGAU Saratov                    | 27–29  | 19–31   |
| Minaur Baia Mare   | 77-43  | Lokomotiv G. Oryahovitsa        | 44–22  | 33–21   |
| Trepça             | 47-66  | Holon Yuvalim                   | 22-29  | 25–37   |
| Beykoz             | 62-56  | Techniek Hurry-Up               | 32–23  | 30-33   |
| A.E.S.H. Pylea     | 53-68  | Dukla Praha                     | 28–37  | 25–31   |
| Motor-Politekhnika | 43-73  | Bækkelaget                      | 23–41  | 20-32   |
| Käerjeng           | 68–49  | Vëllaznimi                      | 32–23  | 36–26   |
| Viljandi           | 43-45  | Sloga Doboj                     | 20–20  | 23-25   |
| Granitas-Karys     | 75–40  | Železničar 1949                 | 46–18  | 29–22   |

## Round 2
Partecipano 54 squadre. Le squadre sorteggiate per prime disputano gli incontri di andata in casa. Alcune squadre accettano di giocare sia l'andata che il ritorno nella stessa sede.
L'andata si giocherà tra il 16 e il 17 di ottobre, mentre il ritorno tra il 23 e il 24 di ottobre.
| Squadra 1           | Totale | Squadra 2                      | Andata | Ritorno |
| ------------------- | ------ | ------------------------------ | ------ | ------- |
| Partizan            | 63-53  | Berchem                        | 33–22  | 30–31   |
| Borac m:tel         | 50-54  | Besa Famgas                    | 28–25  | 22–29   |
| Conversano          | 64-49  | Sloga Doboj                    | 31–24  | 33–25   |
| Robe Zubři          | 86-42  | Osam Lovech                    | 43-20  | 43–22   |
| Parnassos Strovolou | 39-62  | Haukar                         | 14-25  | 25–37   |
| Fivers              | 66-70  | Bækkelaget                     | 34–38  | 32–32   |
| Beykoz              | 53-56  | SKIF Krasnodar                 | 29–30  | 24–26   |
| Donbass             | 48-65  | Alingsås                       | 25–34  | 23–31   |
| Käerjeng            | 53-68  | Focşani 2007                   | 27–35  | 26–33   |
| Herpertz Bevo       | 60-62  | Ramhat Rashon                  | 30–32  | 30–30   |
| Selfoss             | 53-59  | Jeruzalem Ormož                | 31–31  | 22–28   |
| BK-46               | 0-20   | SGAU-Saratov                   | 0–10   | 0–10    |
| Granitas-Karys      | 46-52  | Pölva Serviti                  | 27–26  | 19–26   |
| Karvina             | 65-51  | Izmir                          | 32-26  | 33-25   |
| Diomidis Argous     | 55-58  | Bianco Monte Drama 1986        | 26–30  | 29–28   |
| Beşiktaş Aygaz      | 76-60  | Holon Yuvalim                  | 38–32  | 38–28   |
| Masheka             | 52-56  | Tenax Dobele                   | 27–22  | 25–34   |
| Suhr Aarau          | 52-52  | Förthof Krems                  | 25–23  | 27–29   |
| H71                 | 42-56  | Drammen                        | 22–24  | 20–32   |
| Dragūnas Klaipėda   | 48-51  | Považská Bystrica              | 26–25  | 22–26   |
| FH Hafnarfjörður    | 55-62  | SKA Minsk                      | 29–37  | 26–25   |
| Raimond Sassari     | 53-61  | Nærbø                          | 28–35  | 25–26   |
| Minaur Baia Mare    | 68-61  | Hapoel Ashdod                  | 35-32  | 33-29   |
| Odesa               | 64-75  | Esch                           | 32–38  | 32–37   |
| Sparkasse Schwaz    | 50-52  | Sabbianco Anorthosis Famagusta | 24–27  | 26–25   |
| Izviđač             | 50-62  | Dukla Praha                    | 26–28  | 24–34   |
| Šviesa Vilnius      | 52-53  | Tallinn                        | 24–22  | 28–31   |

## Round 3
| Squadra 1                      | Totale | Squadra 2         | Andata | Ritorno |
| ------------------------------ | ------ | ----------------- | ------ | ------- |
| Drammen                        | 61-59  | Dukla Praha       | 28–29  | 33–30   |
| SGAU-Saratov                   | 48-47  | Pölva Serviti     | 25–24  | 23–23   |
| Focşani 2007                   | 54-53  | Haukar            | 28–26  | 26–27   |
| Partizan                       | 53-54  | Minaur Baia Mare  | 30–26  | 23–28   |
| Beşiktaş Aygaz                 | 50-59  | SKA Minsk         | 28–25  | 22–34   |
| Sabbianco Anorthosis Famagusta | 46-62  | Karvina           | 24–29  | 22–33   |
| Talent tym Plzenskeho kraje    | 63-59  | Robe Zubři        | 35–27  | 28–32   |
| Bianco Monte Drama 1986        | 69-82  | Victor            | 39–41  | 30–41   |
| SKIF Krasnodar                 | 53-49  | Považská Bystrica | 25–22  | 28–27   |
| Alingsås                       | 68-50  | Tallinn           | 36–18  | 32–32   |
| Besa Famgas                    | 56-57  | Potaissa Turda    | 30–28  | 26–29   |
| Tenax Dobele                   | 49-57  | PAOK              | 25–28  | 24–29   |
| Esch                           | 56-55  | Bækkelaget        | 30–30  | 26–25   |
| Suhr Aarau                     | 60-54  | Jeruzalem Ormož   | 31–27  | 29–27   |
| Conversano                     | 54-56  | Nærbø             | 27–25  | 27–31   |
| Ramhat Rashon                  | 57-72  | Skövde            | 28–37  | 29–35   |

## Ottavi di finale
| Squadra 1        | Totale | Squadra 2                   | Andata | Ritorno        |
| ---------------- | ------ | --------------------------- | ------ | -------------- |
| Potaissa Turda   | 61-71  | Alingsås                    | 31–30  | 30–41          |
| Esch             | 56-63  | Talent tym Plzenskeho kraje | 30–34  | 26–29          |
| Drammen          | 37-23  | SKIF Krasnodar              | 37–23  | –              |
| Minaur Baia Mare | 59-49  | PAOK                        | 32–21  | 27–28          |
| Kravina          | 51-57  | Suhr Aarau                  | 23–27  | 28–30          |
| Skövde           | 55-56  | SKA Minsk                   | 26–26  | 28–29 (d.t.r.) |
| Nærbø            | 67-58  | Focşani 2007                | 39–26  | 28–32          |
| SGAU-Saratov     | 59-60  | Victor                      | 27–30  | 32–30          |

## Quarti di finale
| Squadra 1 | Totale | Squadra 2                   | Andata | Ritorno |
| --------- | ------ | --------------------------- | ------ | ------- |
| Alingsås  | 58-54  | Talent tym Plzenskeho kraje | 29–29  | 29–25   |
| Victor    | -      | Minaur Baia Mare            | –      | –       |
| Drammen   | 64-61  | Suhr Aarau                  | 31–29  | 33–32   |
| SKA Minsk | -      | Nærbø                       | –      | –       |

## Semifinali
| Squadra 1        | Totale | Squadra 2 | Andata | Ritorno        |
| ---------------- | ------ | --------- | ------ | -------------- |
| Minaur Baia Mare | 62-59  | Alingsås  | 34–28  | 28–31          |
| Drammen          | 61-62  | Nærbø     | 30–27  | 31–35 (d.t.r.) |

## Finale
| Squadra 1        | Totale | Squadra 2 | Andata | Ritorno |
| ---------------- | ------ | --------- | ------ | ------- |
| Minaur Baia Mare | 51-56  | Nærbø     | 25–29  | 26–27   |